# Carapa guianensis

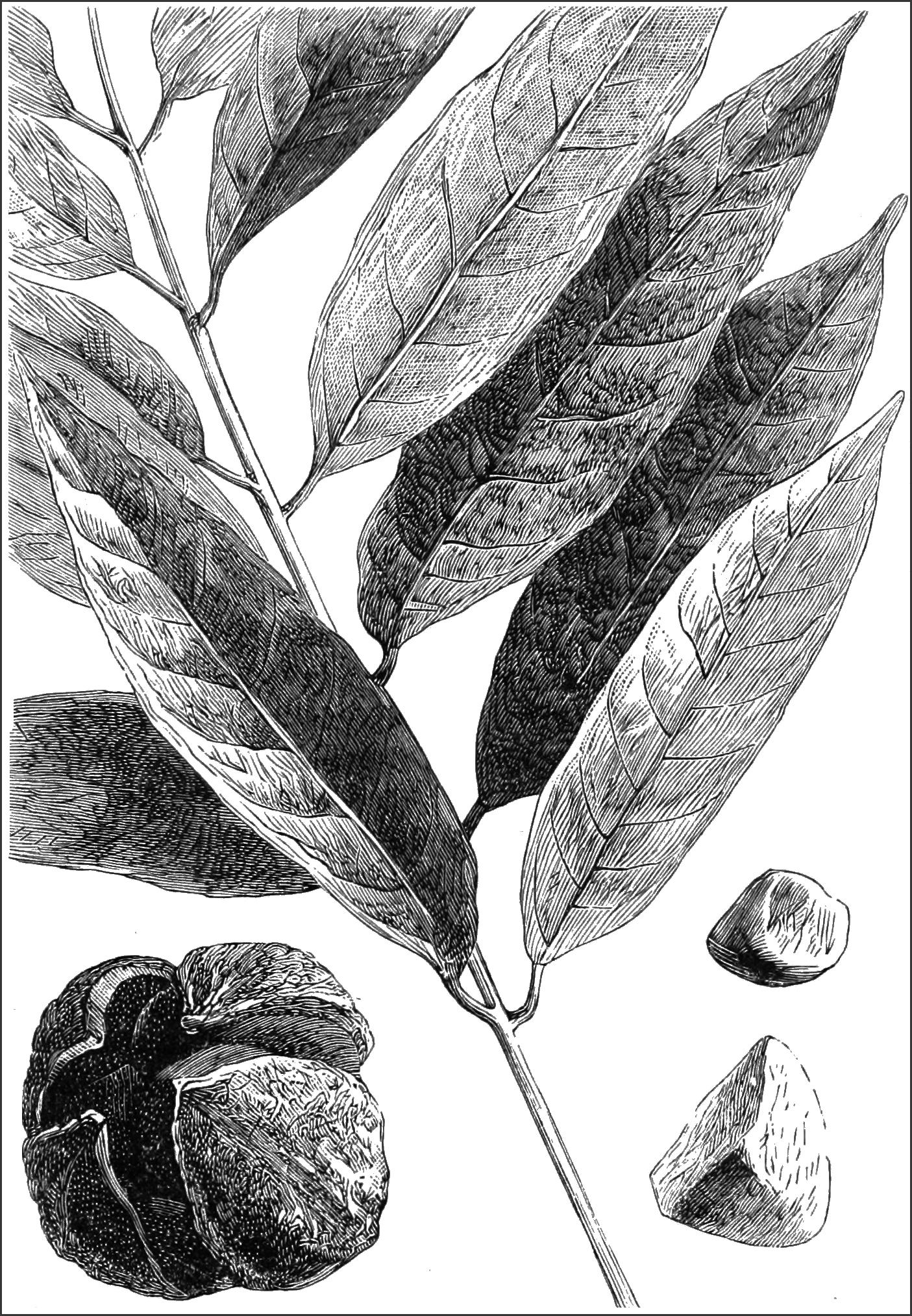
Illustration von Laubblatt und Frucht

Carapa guianensis oder Andiroba ist eine Pflanzenart aus der Familie der Mahagonigewächse (Meliaceae). Sie ist in Mittel- und Südamerika, besonders im Amazonasbecken beheimatet.

## Beschreibung

### Erscheinungsbild und Borke
Carapa guianensis wächst als laubabwerfender bis halbimmergrüner, mittelgroßer bis großer Baum und erreicht Wuchshöhen von meist 35, maximal 55 Meter. Der gerade und bei Durchmessern von 1 bis maximal 2 Meter zylindrische Stamm ist bis in eine Höhe von 20 bis 30 Meter astfrei und besitzt bis in eine Höhe von etwa 2 Meter Brettwurzeln oder ist geriffelt. Die gräuliche bis bräunliche Borke ist im Alter rissig und abblätternd. Die jungen Bäume besitzen Pfahlwurzeln, aber später befinden sich die Wurzeln mehr an der Oberfläche.

### Blatt
Die relativ großen (etwa 50–90 Zentimeter), gestielten, wechselständig und schraubig angeordneten Laubblätter sind paarig gefiedert mit einer zu einer Drüse umgewandelten Endfieder. Die ganzrandigen, eiförmigen, -lanzettlichen bis elliptischen, lanzettlichen oder verkehrt-eiförmigen, -eilanzettlichen, 8–18 und kurz gestielten Fiederblättchen sind gegenständig. Sie sind ledrig, fast kahl und oberseits dunkelgrün und glänzend, abgerundet bis spitz oder zugespitzt und etwa 12–25 Zentimeter lang. Es sind keine Nebenblätter vorhanden. Die jungen Blätter sind rötlich.

### Blütenstand und Blüte
Carapa guianensis ist einhäusig gemischtgeschlechtlich (monözisch). Die seitenständigen bis fast endständigen, relativ großen, langen Blütenstände besitzen die Form von Thyrsen. Die relativ kleinen, grün-weißlichen und meist vierzähligen, duftenden, fast sitzenden Blüten tragen eine doppelte Blütenhülle. Der vierlappige, grünliche Kelch ist klein und die grünlichen Kronblätter sind bootförmig. Die weißlichen, etwa 8 Staubblätter sind glockenförmigen verwachsen, mit einem stumpfen und unregelmäßig geschlitzten bis gekerbten oberen Rand. Der Fruchtknoten ist oberständig. Die männlichen Blüten haben einen kleinen Pistillode und die weiblichen Antherode. Es ist ein kissenförmiger, lappiger Diskus vorhanden.

### Frucht und Samen
Die etwa 6–12 Zentimeter große, mehr oder weniger rippige, braune, holzige, kahle und raue, wärzliche, sowie meist vierteilige, rundliche, septifragale Kapselfrucht hat zwei bis vier, kantige und braune Samen (Nüsse) in jedem Fach. Die Kapseln öffnen sich nicht immer. Die etwa 3,5–5,5 Zentimeter großen, pralinenartigen, dunkel- bis rotbraunen, formvariablen und rundkantigen, glatten Samen besitzen eine holzige Sarkotesta. Meist reifen in einem Fruchtstand nur ein bis zwei Früchte innerhalb von acht bis zwölf Monaten. Die korkigen Samen schwimmen und werden über das Wasser ausgebreitet, aber mindestens in Costa Rica erfolgt die Ausbreitung auch durch Agutis und manchmal Schweine.

## Vorkommen
Carapa guianensis ist im tropischen, nördlicheren Südamerika bis Mittelamerika und in der Karibik weitverbreitet.

## Taxonomie
Die Erstveröffentlichung von Carapa guianensis erfolgte 1775 durch Jean Baptiste Christophe Fusée Aublet in Histoire des Plantes de la Guiane Françoise, 2 (Suppl.), S. 32, Tafel 387. Synonyme für Carapa guianensis Aublet sind: Amapa guinaensis (Aubl.) Steud., Carapa latifolia Willd. ex C.DC., Carapa macrocarpa Ducke, Carapa nicaraguensis C.DC., Carapa slateri Standl., Granatum guianense (Aubl.) Kuntze, Granatum nicaraguense (C.DC.) Kuntze, Guarea mucronulata C.DC., Persoonia guareoides Willd., Xylocarpus carapa Spreng.

## Trivialnamen außerhalb des deutschen Sprachraumes
Andiroba, Andiroba do igapó, Andiroba saruba, Andirova, Bastard mahagony, Brazilian mahogany, Bois caille, Cachipou, Camacari, Carapá, Carapa rouge, Carapinha, Cedro Bateo, Cedro Macho, Crabwood, Crapo, Fiqueroa, Guino, Iandiroba, Karaba, Krapa, Krappa, Mandiroba, Masabaol, Masábolo, Najesi, Nandiroba, Nhandiroba, Noix de Crab, Paramahogany, Penaiba, Randiroba, Requia, Sopo, Tangare, Toldo White Crabwood, Yandiroba, Y-andiroba.

## Nutzung

### Verwendung in der Medizin
Von wirtschaftlicher Bedeutung ist vor allem das nicht trocknende Andiroba– oder Carapaöl, -fett, das aus den Samen gewonnen wird. Das bittere Pflanzenfett wird zu medizinalen Zwecken verwendet (Hautverletzungen, Irritationen), und zur Abwehr von Insekten, insbesondere Stechmücken. Hierzu wird es entweder direkt auf die Haut aufgetragen, oder es wird in Kerzen verarbeitet, die zur Mückenabwehr abgebrannt werden. Ein Baum produziert durchschnittlich etwa 125 kg Samen pro Jahr, aus denen, je nach Methode, etwa 8–22 Liter Öl gewonnen werden.
Aus der Rinde wird ein Tee hergestellt, der gegen Würmer und Fieber wirksam ist.

### Verwendung in der Holzindustrie
Das mittelharte, leicht rötliche Holz wurde früher besonders im Schiffbau geschätzt und gerne für Masten benutzt. Es wird auch in der Möbelindustrie in Form von Furnieren oder Sperrholz verwendet. Es ist bekannt als Andiroba oder Crabwood.